# Autoscan
 (mars 2008).
Si vous disposez d'ouvrages ou d'articles de référence ou si vous connaissez des sites web de qualité traitant du thème abordé ici, merci de compléter l'article en donnant les références utiles à sa vérifiabilité et en les liant à la section « Notes et références ».
AutoScan ou AutoScan-Network est une application servant à explorer et gérer un réseau informatique.

## Fonction
L'objectif principal de l'application est d'afficher la liste des équipements connectés à un réseau.
Les caractéristiques de l'application sont :
- scan multithreaded ;
- découverte automatique du réseau ;
- faible charge du réseau ;
- multi-sites (possibilité de se connecter à des agents AutoScan sur des sites distants) ;
- les sous-réseaux sont scannés sans aucune intervention humaine ;
- ajout en temps réel des nouveaux équipements connectés au réseau ;
- surveillance des équipements (routeur, serveur, pare-feu, ...) ;
- surveillance des services réseaux (smtp, http, pop, ...) ;
- détection de type d'OS, de la marque et du modèle (possibilité de rajouter un équipement inconnu de la base) ;
- possibilité de sauvegarder l'état du réseau (XML) ;
- détection des intrus (si on active cette fonction, les nouveaux équipements trouvés seront considérés comme des intrus) ;
- client telnet ;
- possibilité d'allumer un ordinateur à distance (Wake on Lan) ;
- ne nécessite pas les privilèges d'administrateur (root).

Aucune configuration n'est nécessaire pour scanner son réseau.